# Vlag van Surhuizum

Vlag van Surhuizum

De vlag van Surhuizum is de dorpsvlag van het Nederlandse dorp Surhuizum, in de Friese gemeente Achtkarspelen. De vlag werd in 1991 geregistreerd.

## Beschrijving
De beschrijving van de vlag is als volgt:
Drie banen geel-blauw-geel elk van 1/3 vlaghoogte, een rode broekingsdriehoek, reikende tot 2/3 vlaghoogte. De rode punt belegd met een gele lelie van 3/5 vlaghoogte, de middellijn van de lelie op 1/5 vlaghoogte van de broek.
De kleuren zijn afkomstig van het dorpswapen.

## Symboliek
- Blauwe baan: verwijst naar de rivier de Lauwers ten oosten van het dorp.[2]

Lelie: symbool voor het cisterciënzer klooster Jeruzalem, ook wel bekend als Gerkesklooster. De lelie komt tevens voor in het wapen van de familie Van Haersma.
- Rode punt met blauw kruis: verwijzing naar een blauw kruis dat verschenen zou zijn naast de kerktoren tijdens een preek van Olivier van Keulen in 1214.[3]
- Geel: staat voor de zandgrond.[4]